# Lasserre (Ariège)
Lasserre település Franciaországban, Ariège megyében. Lakosainak száma 252 fő (2022. január 1.). Lasserre Barjac, Gajan, Mérigon, Montardit, Sainte-Croix-Volvestre és Tourtouse községekkel határos.

## Népesség
A település népességének változása:
| Lakosok száma | 536  | 442  | 364  | 240  | 162  | 185  | 217  | 240  | 250  | 252  |
|               | 1891 | 1911 | 1931 | 1962 | 1990 | 2007 | 2011 | 2015 | 2018 | 2022 |